# Keuka Park, New York
Keuka Park, New York (енгл. Keuka Park) насељено је место без административног статуса у америчкој савезној држави Њујорк.

## Демографија
По попису из 2010. године број становника је 1.137.
| Група             | 2000.    | 2010.         |
| Белци             | 0 (0,0%) | 1.044 (91,8%) |
| Афроамериканци    | 0 (0,0%) | 41 (3,6%)     |
| Азијати           | 0 (0,0%) | 4 (0,4%)      |
| Хиспаноамериканци | 0 (0,0%) | 30 (2,6%)     |
| Укупно            | 0        | 1.137         |